# Caesalpinia pearsoni
Caesalpinia pearsoni är en ärtväxtart som beskrevs av Harriet Margaret Louisa Bolus. Caesalpinia pearsoni ingår i släktet Caesalpinia och familjen ärtväxter. Inga underarter finns listade i Catalogue of Life.